# Las Chacas, Huejutla de Reyes
Las Chacas är en ort i Mexiko.   Den ligger i kommunen Huejutla de Reyes och delstaten Hidalgo, i den sydöstra delen av landet, 210 km norr om huvudstaden Mexico City. Las Chacas ligger 128 meter över havet och antalet invånare är 986.
Terrängen runt Las Chacas är varierad. Runt Las Chacas är det ganska tätbefolkat, med 248 invånare per kvadratkilometer. Närmaste större samhälle är Huejutla de Reyes, 13,5 km sydost om Las Chacas. Omgivningarna runt Las Chacas är en mosaik av jordbruksmark och naturlig växtlighet.